# Dalmo Gaspar
Dalmo Gaspar (ur. 10 października 1932 w Jundiaí, zm. 2 lutego 2015 tamże) – brazylijski piłkarz.

## Życiorys
Przez całą swoją karierę zawodniczą reprezentował klub Santos FC, w którym rozegrał 369 spotkań i strzelił 4 bramki. Wspólnie z zespołem zdobył 5 tytułów Mistrza Brazylii, 2 Puchary Interkontynentalne i 2 Copa Libertadores.
Cierpiał na chorobę Alheimera.